# 997年
| 千纪： | 1千纪                                                                                                  |
| 世纪： | 9世纪 \| 10世纪 \| 11世纪                                                                              |
| 年代： | 960年代 \| 970年代 \| 980年代 \| 990年代 \| 1000年代 \| 1010年代 \| 1020年代                           |
| 年份： | 992年 \| 993年 \| 994年 \| 995年 \| 996年 \| 997年 \| 998年 \| 999年 \| 1000年 \| 1001年 \| 1002年     |
| 纪年： | 丁酉年（鸡年）；于阗天兴十二年；契丹統和十五年；北宋至道三年；大理明治元年；越南應天四年；日本長德三年 |

## 大事记
- 5月8日——宋真宗趙恆（趙德昌）即位宋朝皇帝。
- 法蘭德斯伯爵改善建設加萊。
- 保加利亞的薩繆爾加冕為保加利亞第一帝國沙皇。

## 出生
- 盧士宗，宋朝官员。
- 王洙 (北宋)，宋朝藏書家、目錄學家。
- 脩子内亲王，日本皇族。
- 敦儀親王，日本平安时代中期三条天皇第二皇子。
- 唃厮啰，吐蕃唃厮啰国的创立者。
- 理查三世 (諾曼第)，諾曼第公爵。

## 逝世
- 宋太宗赵炅，宋朝第二位皇帝。（57岁，939年出生，976年－997年在位）
- 張洎，南唐官员。
- 田重进，宋朝将领。
- 王怀隐，宋朝医者。
- 高丽成宗，高丽第六任国王。
- 康斯坦丁三世 (蘇格蘭)，苏格兰国王。
- 布拉格的亚德伯，布拉格主教和传教士。
- 馬蒙·伊本·穆罕默德，馬蒙王朝奠基人，花剌子模統治者。